# Sister Act – Eine himmlische Karriere
Sister Act – Eine himmlische Karriere ist eine US-amerikanische Filmkomödie aus dem Jahr 1992 mit Whoopi Goldberg in der Hauptrolle.

## Handlung
Die wenig erfolgreiche Loungesängerin Deloris van Cartier wird Zeugin eines Mordes. Ihr verheirateter Liebhaber Vince LaRocca, ein bedeutender Mann der Unterwelt und verantwortlich für den Mord, gibt seinen Gefolgsmännern den Auftrag, sie auszuschalten.
Weil Deloris die einzige Zeugin ist, wird sie nach ihrer Flucht von Lieutenant Eddie Souther als Schwester Mary Clarence gegen ihren Willen in einem katholischen Kloster versteckt. Dort hat sie erhebliche Eingewöhnungsprobleme; schließlich wird sie von der Mutter Oberin angewiesen, im Nonnenchor, dessen Gesangskünste nicht gerade erbaulich sind, mitzusingen.
Doch Mary Clarence kann der Gruppe eine klare Struktur geben, lockt Talente hervor und wird Leiterin des Chores, den sie schwungvoll die Gospel der Harlem-Tradition lehrt. Das neue Programm des Chores lockt wieder viele Menschen in die Kirche; schließlich erfährt auch Papst Johannes Paul II. auf einer Amerikareise von der inzwischen berühmt gewordenen Gruppe und kündigt seinen Besuch für ein Konzert an.
Doch bevor die Nonnen den Papst mit ihrem Gesang erfreuen können, gibt ein polizeiinterner Spion dem Gangster Vince einen Hinweis auf den Aufenthaltsort seiner ehemaligen Geliebten. Deloris wird entführt, doch die Schwestern des Konvents geben sie nicht auf und starten eine Rettungsaktion. In Reno angekommen, gibt es eine Verfolgungsjagd durch die Casinos mit reichlichen Verwechslungen, da Deloris und die Nonnen ihre Ordenstracht tragen. Der Spion wird enttarnt und Lt. Souther kommt gerade noch rechtzeitig, um Deloris zu retten und Vince zu verhaften.
In der letzten Szene geben die Schwestern das erwartete Konzert für den Papst. Schwester Mary Clarence – zwar im Habit, aber ohne Schleier – verhilft dem Chor wiederum zu einem fulminanten Auftritt.

## Auszeichnungen
Der Film war 1992 mit einem Preis der Casting Society of America sowie 1993 für zwei Golden Globes in den Kategorien Beste Darstellerin-Musical/Komödie sowie Bester Film-Musical/Komödie und drei MTV Music Awards nominiert und gewann sieben Auszeichnungen.

## Kritiken
„Nicht sonderlich spannend, aber gefällig und mit leichter, augenzwinkernder Komik erzählte Komödie mit Gangsterfilm-Einschlag, die über weite Strecken vom Soundtrack lebt und das Ordensmilieu nicht ohne Wohlwollen als Handlungsrahmen nutzt. Eine Geschichte, die sich naiv und gefühlsorientiert fürs breite Familienpublikum anbietet.“

## Synchronisation
| Rollenname             | Darsteller      | Synchronsprecher   |
| ---------------------- | --------------- | ------------------ |
| Deloris Van Cartier    | Whoopi Goldberg | Regina Lemnitz     |
| Mutter Oberin          | Maggie Smith    | Edith Schneider    |
| Vince Larocca          | Harvey Keitel   | Fred Maire         |
| Lt. Souther            | Bill Nunn       | Hartmut Neugebauer |
| Schwester Mary Robert  | Wendy Makkena   | Miryam Neugebauer  |
| Schwester Mary Lazarus | Mary Wickes     | Alice Franz        |
| Schwester Mary Patrick | Kathy Najimy    | Katharina Lopinski |
| Monsignore O’Hara      | Joseph Maher    | Klaus Guth         |
| Joey                   | Robert Miranda  | Gudo Hoegel        |
| Willy                  | Richard Portnow | Ekkehardt Belle    |
| Michelle               | Jenifer Lewis   | Maria Böhme        |

## Soundtrack
- (Love Is Like A) Heat Wave von Holland–Dozier–Holland
- My Guy von Smokey Robinson
- I Will Follow Him von Norman Gimbel, Arthur Altman, Jacques Plante, Franck Pourcel und Paul Mauriat
- Rescue Me Carl Smith und Raynard Miner
- Gravy von Kal Mann und Dave Appell
- Roll With Me Henry von Etta James, Hank Ballard und Johnny Otis
- Shout von The Isley Brothers
- Homalone von Tom Malone
- Just A Touch Of Love von Robert Clivillés
- If My Sister's In Trouble von David Barratt und William Clift
- Bar Nun von Jimmy Vivino
- Hail Holy Queen

## Fortsetzung, Musicaladaption und Neuverfilmung
1993 erschien die kommerziell weniger erfolgreiche Fortsetzung Sister Act 2 – In göttlicher Mission. Nach jahrelangen Spekulationen um eine weitere Fortsetzung teilte Whoopie Goldberg im April 2014 mit, dass sie auf keinen Fall für einen dritten Film zur Verfügung steht. Am 10. Dezember 2020 wurde bekannt, dass an einer Fortsetzung gearbeitet wird.
Eine von Goldberg produzierte Musicalfassung wird seit 2006 aufgeführt.

## Trivia
- Das Lied der Schlussszene I will follow him ist im Original von Peggy March aus dem Jahre 1963, wobei die Melodie von Petula Clarks Lied Chariot stammt.
- Keines der vom Nonnenchor aufgeführten Gospel-Stücke kommt aus der Gospel-Tradition. Hail Holy Queen ist ein klassisches Kirchenlied. I will follow him und das als My god aufgeführte My guy sind ursprünglich Liebeslieder, die für den Film in einen religiösen Kontext gesetzt wurden. Inzwischen haben Gospelchöre sie in ihr Repertoire aufgenommen.
- Für die Hauptrolle war ursprünglich Bette Midler vorgesehen.
- Gedreht wurde in San Francisco, Los Angeles, Santa Monica und Reno.[8] Als Drehort für die Kirche diente die St. Paul’s Catholic Church.[9]